# Химические методы дозиметрии
Химические методы дозиметрии — методы определения и контроля поглощённых доз ионизирующего излучения, основанные на химических реакциях.
В основе всех методов лежит необратимость химических процессов, вызванных ионизирующим излучением.
Отличительной особенностью данных методов является то, что они применяются для контроля больших доз излучения, и практически не чувствительны к малым дозам.

## Методы и приборы
- Ферросульфатный дозиметр
- Цериевый дозиметр
- Плёночный химический дозиметр